# Erledt (Gemeinde Diersbach)
Erledt ist ein Dorf in der Gemeinde Diersbach in Oberösterreich (Bezirk Schärding). Die Ortschaft hat 34 Einwohner (Stand 1. Jänner 2024).

## Geographie
Erledt liegt rund dreieinhalb Kilometer nördlich des Ortszentrums von Diersbach im nördlichen Gemeindegebiet und ist Teil der Katastralgemeinde Großwaging.